# Maylandia pyrsonotos
Maylandia pyrsonotos (Syn.: Metriaclima pyrsonotos) ist eine Buntbarschart, die endemisch im Felslitoral der Inseln Maleri und Nakanthenga im malawischen Abschnitt des ostafrikanischen Malawisees vorkommt. Vor ihrer Beschreibung war die Art unter Aquarianern als Pseudotropheus zebra „red dorsal“ bekannt.

## Merkmale
Maylandia pyrsonotos wird 13 cm lang und hat eine typische Mbuna-Gestalt. Geschlechtsreife Männchen sind hellblau mit fünf bis acht schwarzen Querbändern. Der Kopf ist schwarz mit zwei hellen Bändern zwischen den Augen. Die Rückenflosse ist rötlich bis orange (pyrsonotos = gr. für roter Rücken), der erste Flossenstrahl und die Spitzen der Flossenmembranen sind weiß. Die Querbänderung der Seiten reicht manchmal bis in die Rückenflosse. Die Schwanzflosse ist blau und orange gesäumt. Der Vorderrand der Bauchflossen ist weißlich, der Rest schwarz. Die Afterflosse ist blau mit einem bis fünf Eiflecken. Weibchen sind in der Regel blaugrau mit schwach ausgeprägten Querbändern. Der Kopf ist schwarz mit grauen Bändern zwischen den Augen. Afterflosse und Bauchflossen sind schwarz, die Rückenflosse schwarz und braun gemustert. Einige Weibchen sind auch vollständig schwarz. In beiden Geschlechtern gibt es leicht orange gescheckte Morphen.
Die Kiefer sind mit zwei bis drei Zahnreihen besetzt. Die Zähne der äußersten Zahnreihe sind meist zweispitzig, einige hinten liegende sind einspitzig. Die Zähne der inneren Zahnreihen sind dreispitzig. Auf dem ersten Kiemenbogen sitzen 10 bis 14 Kiemenrechen auf der Ceratobranchiale, 2 bis 3 auf der Epibranchiale und eine zwischen diesen Kiemenbogenelementen.
- Flossenformel: Dorsale XVI–XVIII/8–10, Anale III/6–8.
- Schuppenformel: SL 31–33.

Wie fast alle Malawiseebuntbarsche und alle Mbuna ist Maylandia pyrsonotos ein Maulbrüter.